# Distrito de Edineț
El distrito de Edineț es uno de los distritos (en rumano, raion) en el noroeste de Moldavia. Su centro administrativo (Oraș-reședință) es la ciudad de Edineț. Otra ciudad importante es Cupcini. El 1 de enero de 2005 tenía una población de 81.200 habitantes.

## Subdivisiones
Comprende las ciudades de Edineț y Cupcini junto con las siguientes comunas:
- Alexeevca
- Bădragii Noi
- Bădragii Vechi
- Bleșteni
- Brătușeni
- Brînzeni
- Burlănești
- Cepeleuţi
- Chetroșica Nouă
- Constantinovca
- Corpaci
- Cuconeștii Noi
- Fetești
- Gaşpar
- Goleni
- Gordineşti
- Hancăuți
- Hincăuți
- Hlinaia
- Lopatnic
- Parcova
- Rotunda
- Ruseni
- Stolniceni
- Șofrîncani
- Terebna
- Tîrnova
- Trinca
- Viișoara
- Zăbriceni